# Rudnea-Radovelska, Olevsk
Rudnea-Radovelska (în ucraineană Рудня-Радовельська) este un sat în comuna Radovel din raionul Olevsk, regiunea Jîtomîr, Ucraina.

## Demografie
Componența lingvistică a localității Rudnea-Radovelska
     Ucraineană (100%)
Conform recensământului din 2001, toată populația localității Rudnea-Radovelska era vorbitoare de ucraineană (100%).